# Роховладова Бјела
Роховладова Бјела (чеш. Rohovládova Bělá) је насељено мјесто са административним статусом сеоске општине (чеш. obec) у округу Пардубице, у Пардубичком крају, Чешка Република.

## Становништво
Према подацима о броју становника из 2014. године насеље је имало 577 становника.